# San Luis (Colorado)
San Luis é uma cidade  localizada no estado americano do Colorado, no Condado de Costilla.

## História
Fundado em 1857, o R&R Market, uma mercearia familiar em San Luis, é considerado o negócio mais antigo ainda em operação no estado do Colorado.

## Demografia
Segundo o censo americano de 2000, a sua população era de 739 habitantes.
Em 2006, foi estimada uma população de 680, um decréscimo de 59 (-8.0%).

## Geografia
De acordo com o United States Census Bureau tem uma área de
1,2 km², dos quais 1,2 km² cobertos por terra e 0,0 km² cobertos por água. San Luis localiza-se a aproximadamente 2432 m acima do nível do mar.

## Localidades na vizinhança
O diagrama seguinte representa as localidades num raio de 48 km ao redor de San Luis.